# کاگو

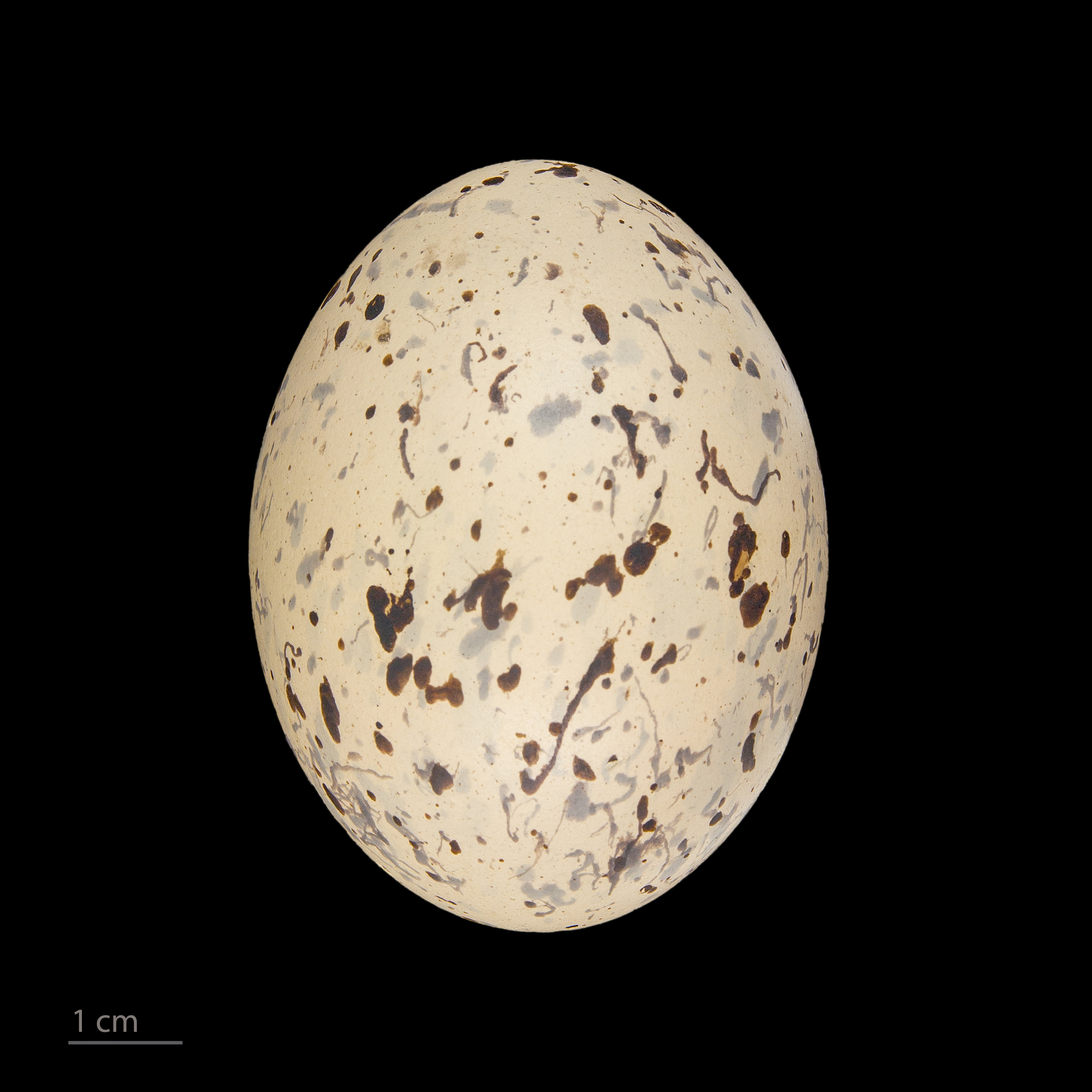
Rhynochetos jubatus

کاگو (نام علمی: Rhynochetos jubatus) نام یک گونه از راسته آفتاب‌بوتیمارسانان است.